# Sons of Kemet
Sons of Kemet és un grup de jazz britànic format l'any 2011. El seus integrants són Shabaka Hutchings, Tom Skinner, Theon Cross i Eddie Hick. El grup combina el saxòfon, la tuba i dues bateries per aconseguir una mescla avantguardista de jazz amb sons caribenys i africans.

## Discografia
- Burn (Naim, 2013)
- Lest We Forget What We Came Here to Do (Naim, 2015)
- Your Queen Is a Reptile (Impulse!, 2018)

## Premis
- Millors intèrprets de jazz als premis MOBO 2013.[1]